# Municipio de Lowe (Kansas)
El municipio de Lowe (en inglés: Lowe Township) es un municipio ubicado en el condado de Washington en el estado estadounidense de Kansas. En el año 2010 tenía una población de 61 habitantes y una densidad poblacional de 0,66 personas por km².

## Geografía
El municipio de Lowe se encuentra ubicado en las coordenadas 39°57′0″N 97°11′54″O / 39.95000, -97.19833. Según la Oficina del Censo de los Estados Unidos, el municipio tiene una superficie total de 92.03 km², de la cual 91,75 km² corresponden a tierra firme y (0,31 %) 0,28 km² es agua.

## Demografía
Según el censo de 2010, había 61 personas residiendo en el municipio de Lowe. La densidad de población era de 0,66 hab./km². De los 61 habitantes, el municipio de Lowe estaba compuesto por el 100 % blancos. Del total de la población el 0 % eran hispanos o latinos de cualquier raza.